# Natalia Campos
Natalia Carolina Campos Fernández (12 de enero de 1992, Las Condes, Santiago) es una futbolista chilena. Juega de guardameta y su equipo actual es Unión Española de la Primera División de fútbol femenino de Chile. Es internacional absoluta con la Selección de Chile desde 2010.

## Trayectoria
Se unió a las inferiores de la Universidad Católica a los 16 años, y en menos de un año fue parte del primer equipo.
En 2016, fue enviada a préstamo a Colo-Colo sólo para participar en Copa Libertadores de 2016.
Luego de ser parte del plantel que jugó el Mundial de 2019 en Francia, la portera chilena fichó en el Fundación Albacete de la segunda división de España.
En febrero de 2021, fichó por Universidad de Chile, club con el cual logró el Campeonato Nacional 2021. Asimismo, alcanzó las semifinales de la Copa Libertadores Femenina 2020 (disputada en marzo de 2021), donde fue elegida por la Conmebol como la portera del equipo ideal del torneo.

## Selección nacional
Natalia debutó internacionalmente con la selección de Chile en la Copa América de Ecuador 2010, contra la selección ecuatoriana, ganando 2-1. Fue parte del plantel subcampeón en la Copa América 2018 en Chile. Natalia fue nominada para jugar la Copa Mundial de Francia 2019.

## Vida personal
Campos cuenta con el título profesional de enfermera de la Universidad Andrés Bello. Además, realizó un Master of Business Administration (MBA) en la Facultad de Economía y Negocios de la Universidad de Chile, el cual finalizó en noviembre de 2024.
A principios de abril de 2024 fue sometida a una cirugía intracraneal para extraerle un quiste coloideo en el tercer ventrículo. La intervención le significó varios meses fuera de las canchas, regresando a los entrenamientos en septiembre de ese año.

## Clubes
| Club                 | País   | Año           |
| -------------------- | ------ | ------------- |
| Universidad Católica | Chile  | 2010 - 2019   |
| Audax Italiano       | Chile  | 2014-2015     |
| Colo-Colo*           | Chile  | 2016          |
| Fundación Albacete   | España | 2019-2021     |
| Universidad de Chile | Chile  | 2021-2024     |
| Unión Española       | Chile  | 2025-presente |

- préstamo sólo para Copa Libertadores

## Palmarés

### Títulos nacionales
| Título              | Club                 | País  | Año  |
| ------------------- | -------------------- | ----- | ---- |
| Campeonato Nacional | Universidad de Chile | Chile | 2021 |

### Distinciones individuales
| Distinción                         | Año  |
| ---------------------------------- | ---- |
| Once Ideal de la Copa Libertadores | 2020 |